# Schneekreuzer
Schneekreuzer (französisch Le Transperceneige) ist eine post-apokalyptische französische Graphic Novel, die von Jacques Lob und Jean-Marc Rochette geschaffen und bei Casterman veröffentlicht wurde.

## Handlung
Der Versuch, den weltweiten Klimawandel zu stoppen, missglückt und löst stattdessen ein neues Eiszeitalter aus. Nur wenige Menschen überleben die eiskalte Apokalypse. Als letztes Refugium dient ihnen der Schneekreuzer, ein langer durch ein Perpetuum mobile angetriebener Zug, der dauerhaft in Bewegung gehalten werden muss. Im Zug selber hat sich eine unfaire Klassengesellschaft gebildet: In den unteren Klassen herrscht Elend und Enge, sämtliche Arbeit wird hier verrichtet, während das obere Ende in Luxus und Überfluss schwelgt.

## Veröffentlichungen
Die Graphic Novel wurde erstmals 1982 beim Verlag Castermann unter dem Titel Le Transperceneige herausgebracht und später in The Escape umbenannt. Die Serie wurde in zwei Bänden durch den Schriftsteller Benjamin Legrand fortgesetzt, der Jacques Lob ersetzte, wobei The Explorers 1999 und The Crossing im Jahr 2000 erschien. Ein vierter Band, Terminus, wurde von Olivier Bocquet geschrieben und schließt die Serie 2015 ab.
Eine englische Übersetzung bestehend aus zwei Bänden wurde 2014 von Titan Comics veröffentlicht, Snowpiercer: The Escape und Snowpiercer: The Explorers. Ein dritter Band, Terminus, erschien im Jahr 2016, gefolgt von einer Prequelserie im Jahr 2019. 
In Deutschland erschien 2013 beim Verlagshaus Jacoby & Stuart das erste Comicalbum Schneekreuzer (ISBN 978-3-942787-08-6).

## Adaptionen
- Snowpiercer (Spielfilm), 2013
- Snowpiercer (Fernsehserie), ab 2020